# 礦水城
礦水城（俄语：Минеральные Воды，羅馬化：Mineralnyye Vody，羅馬化：Min-Vody）是俄羅斯斯塔夫羅波爾邊疆區的一個溫泉城市，位於高加索山北麓、庫馬河和連接頓河畔羅斯托夫與巴庫鐵路的交界。2002年人口75,644。建於1920年。

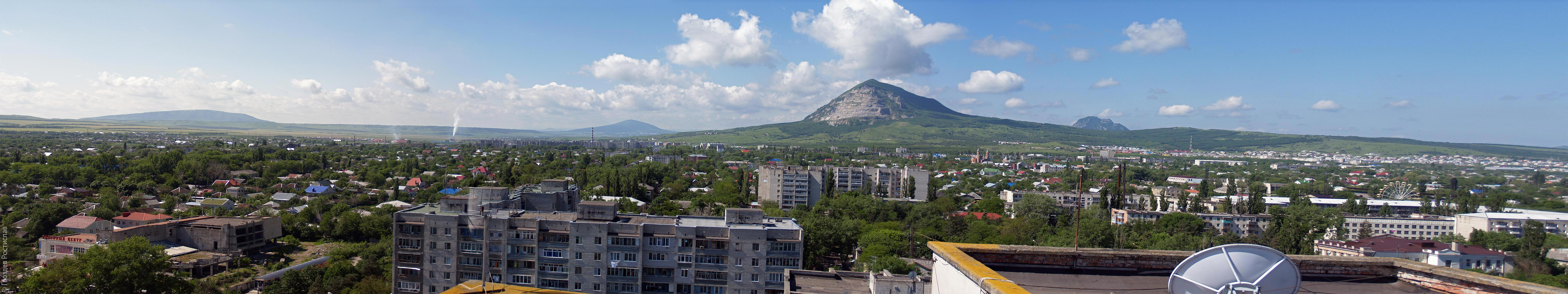

有機場連接其他溫泉區。